# Dulliken Ravens

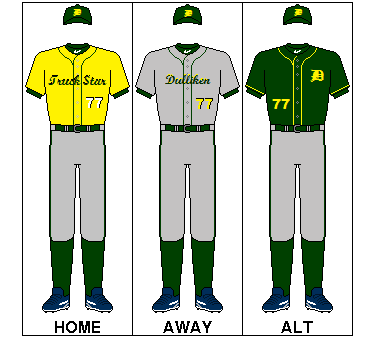
Die aktuelle Uniform seit der Saison 2015

Die Dulliken Ravens sind ein Schweizer Baseball- und Softballverein aus Dulliken.

## Aktuell
Aktuell (2022) nehmen die Dulliken Ravens mit zwei Teams an der Schweizer Meisterschaft teil. Es sind dies mit der ersten Mannschaft in der Nationalliga B und bei den Junioren in der Altersklasse der Juveniles U12. Das Plausch-Mixed-Team im Slowpitch-Softball, welches in der Vergangenheit bereits an einigen Turnieren teilnahm und von 2012 bis 2021 in der Plauschliga mitspielt, nimmt nur noch an einigen Turnieren im In- und Ausland teil.

## Geschichte
Das Baseball- & Softballteam Dulliken Ravens wurde am 28. Dezember 1984 unter dem Namen Truck Star Dulliken von Jugendlichen gegründet. Nach einer zweijährigen Aufbauphase, startete man in der ein Jahr zuvor eingeführten Nationalliga B. Gleichzeitig entstand jedoch in Aarau eine starke Konkurrenz in unmittelbarer Nähe, welche sich schnell in der Nationalliga A etablieren konnte. Jedoch blieben die Ravens auf dem Juniorensektor die führende Adresse, es gelang 1988 die erstmals ausgetragene Juniorenmeisterschaft zu gewinnen. 1990 stieg man in die neu eingeführte 1. Liga ab, worauf 1992 der Wiederaufstieg in die Nationalliga B gelang. Nach nur einem Jahr wurde die Mannschaft wegen nicht geleisteter Schiedsrichtereinsätze jedoch zwangsrelegiert.
In der Folge belegten die Ravens jedes Jahr einen Spitzenrang in der 1. Liga, scheiterte jedoch Jahr für Jahr in den Play-off-Spielen um den Aufstieg. Erst 1997 gelang der erneute Aufstieg in die Nationalliga B. Zwischenzeitlich spaltete sich aber die Juniorenabteilung ab und gründete in Olten einen neuen Verein. Ohne Nachwuchsabteilung hatten die Ravens in der Folge einen schweren Stand und mussten, nachdem einige Spieler ebenfalls nach Olten wechselten, gar den freiwilligen Abstieg in Kauf nehmen.
Zwar konnte wieder eine eigene Juniorenabteilung aufgebaut werden, aber die erste Mannschaft musste mangels aktiver Spieler liquidiert werden. Doch auch die beiden nahegelegenen Konkurrenten in Aarau und Olten lösten sich kurz danach auf, so dass die Ravens als einzige Adresse zwischen Zürich und Bern wieder Auftrieb gewann. 2007 und 2008 und ab 2013 konnte man wieder in der 1. Liga starten. 2018 konnte mit dem Gewinn der 1. Liga sogar der Aufstieg in die Nationalliga B gefeiert werden. Nach einer erfolgreichen Saison 2019 gelang als Vizemeister gar der erstmalige Aufstieg in die Nationalliga A. Allerdings musste auf diesen verzichtet werden, da das Spielfeld nicht regelkonform ist und so musste wieder in der 1. Liga von neuem begonnen werden.
Im Juniorensektor gab es seit 2005 eine Zusammenarbeit in wechselnden Konstellationen mit den Sissach Frogs, den  Zürich Challengers, welche zwischen 2013 und 2015 auch in der 1. Liga ihre Fortsetzung fand, mit den Bern Cardinals und den Sissach Frogs, mit welchen 2015 der Schweizer Meistertitel bei den Cadets U15 gewonnen werden konnte, den  Therwil Flyers und den  Thun Hunters. Seit 2020 besteht sowohl mit den Cadets U15 als auch den Juveniles U12 erneut eine Spielgemeinschaft mit den Sissach Frogs.
Von 2018 bis 2020 nahmen die Ravens mit einer Damenmannschaft an der Softball Nationalliga A-Meisterschaft, zuerst in einer Spielgemeinschaft mit den Bern Cardinals, ab 2019 eigenständig, teil.
An der 37. Generalversammlung vom 18. Februar 2022 wurde eine Namensänderung beschlossen. Der Verein heisst seitdem Dulliken Ravens.

## Erfolge
1988: 3. Rang in der Nationalliga B
1988: Schweizer Meister bei den Cadets U15
1990: Vizemeister bei den Cadets U15
2007: 3. Rang bei den Juveniles U12 zusammen mit den Sissach Frogs
2011: 3. Rang bei den Juveniles U12 zusammen mit den  Zürich Challengers
2015: Schweizer Meister bei den Cadets U15 zusammen mit den Bern Cardinals und den Sissach Frogs
2017: 3. Rang bei den Juveniles U12 zusammen mit den  Therwil Flyers
2018: Schweizer Meister in der 1. Liga und Aufstieg in die Nationalliga B
2019: Vizemeister in der Nationalliga B
2020: Schweizer Meister in der 1. Liga und Aufstieg in die Nationalliga B

## Gesperrte Nummern
11 - Roger Wyss
14 - Roger Geisseler
17 - Patrik Büchli
69 - Walter Nidegger
77 - René Thommen